# تومي هوارث
تومي هوارث (بالإنجليزية: Tommy Howarth)‏ (15 أبريل 1890 في المملكة المتحدة - ) هو لاعب كرة قدم بريطاني (وحمل سابقاً جنسية المملكة المتحدة لبريطانيا العظمى وأيرلندا) في مركز الهجوم. لعب مع ليدز يونايتد ونادي بريستول روفيرز ونادي بريستول سيتي ونادي بوري.